# Београде, добро јутро (филм)
Београде, добро јутро је југословенски филм из 1986. године. Режирао га је Желимир Жилник који је био косценариста филма заједно са Мирославом Мандићем.

## Улоге
| Глумац                      | Улога |
| --------------------------- | ----- |
| Богољуб Кахриман            |       |
| Драган Катанић              |       |
| Гордана Лукић               |       |
| Снежана Никшић              |       |
| Предраг Ристић              |       |
| Недељко Вопалка             |       |
| Вјеран Миладиновић Мерлинка |       |